# Стефан Лазаревич
Сте́фан Лазаревич, прозванный Высокий (серб. Стефан Лазаревић, прозванный Високи; 1377, Крушевацкий Град — 19 июля 1427, Шумадия) — правитель Сербии, сын князя Лазаря. В 1389—1402 гг. носил титул князя, с 1402 года — деспота.
Наследовал своему отцу после его гибели в битве на Косовом поле в 1389 году. До совершеннолетия Стефана регентом была его мать Милица.
Будучи вассалом османов, Стефан возглавлял сербские вспомогательные отряды в их войнах. Активно участвовал на стороне турок в битве с европейскими крестоносцами при Никополе (1396). После Ангорской битвы (1402) византийцы даровали ему титул деспота, а вскоре он признал сюзеренитет венгерского короля Сигизмунда, от которого получил Мачву, Белград, Голубац, Сребреницу и ряд других населенных пунктов.
Став деспотом, Стефан несколько лет воевал со своим младшим братом Вуком. Этот конфликт окончился в 1412 году, когда он договорился о мире со своим племянником Георгием Бранковичем, который после гибели Вука возглавил оппозицию. Стефан сумел также уберечь Сербию от османской угрозы, оказав помощь одному из претендентов на султанский трон Мехмеду I, который впоследствии одолел своих соперников. Период мира для Сербии был прерван войной с Венецианской республикой из-за Зеты, результатом которой стала уступка ряда приморских городов венецианцам. В 1426 году Стефан, будучи бездетным, объявил своим наследником Георгия Бранковича.
За время своего правления Стефан прилагал значительные усилия для развития экономики и культуры страны. Он не только покровительствовал образованным людям и сторонникам просвещения, но и сам стал автором ряда литературных произведений.
Канонизирован Сербской православной церковью 1 августа (19 июля) 1927 года.

## Биография

### Ранние годы

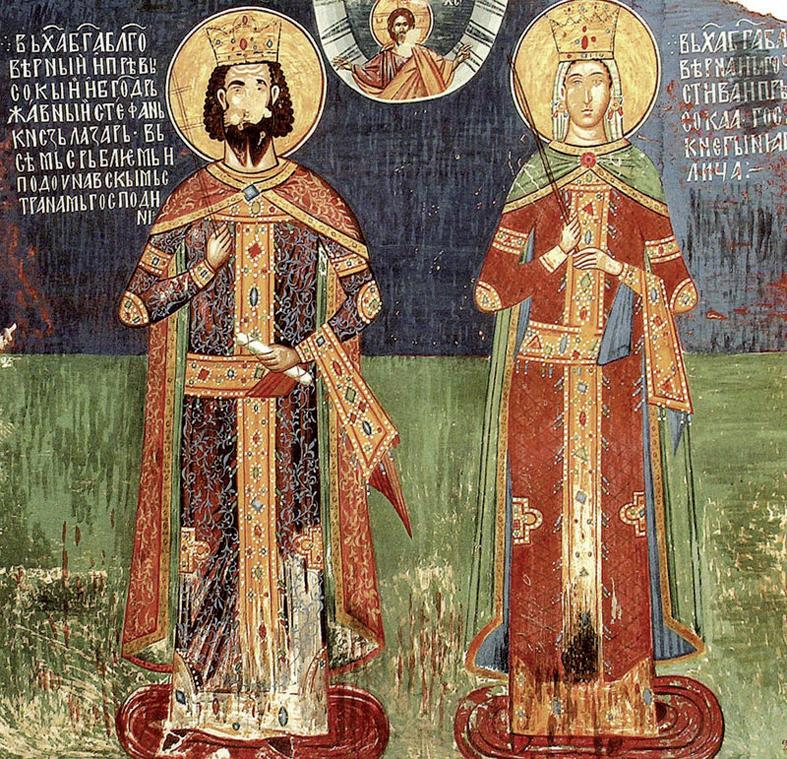
Родители Стефана, на фреске монастыря Любостиня, ок. 1405 года

Основным средневековым источником сведений о жизни Стефана Лазаревича является «Житие Стефана Лазаревича», составленное Константином Философом около 1433 года. Стефан родился в 1377 году в столице Моравской Сербии — Крушеваце. Его отцом был последний независимый правитель Сербии князь Лазарь Хребелянович, мать — Милица из пресёкшегося царского рода Неманичей. У Стефана было пять сестёр и младший брат Вук (1380—1410).
Отец Стефана погиб в битве на Косовом поле в 1389 году. Управление страной осуществляла мать Стефана Милица, которая при достижении им совершеннолетия ушла в монастырь Любостиня, где и умерла в 1405 году. Оба родителя Стефана были причислены к лику святых.
После гибели князя Лазаря Моравская Сербия оказалась в сложном положении. Она оказалась в окружении могущественных соседей, в то время как её военные силы оказались ослаблены поражением в битве на Косовом поле. Уже осенью 1389 года войско венгерского короля Сигизмунда форсировало Саву и захватило крепости Борач и Честин. В таких условиях собор сербской знати, поддержанный патриархом Спиридоном, постановил искать мира с османами и признать их сюзеренитет. Мирный договор с султаном Баязидом был подписан в первой половине 1390 года. Согласно его условиям, Сербия обязалась платить дань и, в случае необходимости, посылать туркам вспомогательное войско. Сестра Стефана Оливера стала одной из жен Баязида в его гареме, а сам Стефан должен был каждый год прибывать ко двору султана и подтверждать свою верность. После подписания договора турецкий отряд помог сербам отбить крепости, ранее занятые венграми.

### Правление

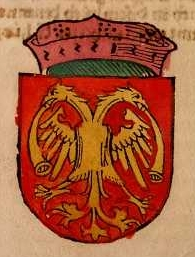
Герб деспота Сербии 1415 года

Стефан принимал участие в качестве османского вассала во всех битвах султана Баязида I, который взял к себе в гарем младшую сестру Стефана Оливеру. Среди прочих он участвовал в завоевании Второго Болгарского царства в 1393 году, в битве при Никополе с европейскими крестоносцами в 1396 году, и в битве при Ровине. Право на этот титул ему предоставил император Константинополя, с которым Стефан встретился на пути обратно в Сербию. По возвращении на родину Стефан одержал победу в борьбе со своим племянником Георгием Бранковичем за главенство в Сербии. Для этого он вступил в союз с венгерским королём Сигизмундом, признав его сюзеренитет. Его противник Бранкович сделал ставку на молодого султана Сулеймана и просчитался.
В решающем сражении в 1402 году свою армию на помощь шурину привёл Георгий II Балшич, правитель княжества Зета. В награду за верность Сигизмунд наделил Стефана землями в Воеводине, включавшими города Земун, Митровица и Апатин. Также под его контроль попали ключевые дунайские крепости — Белградская и Голубацкая. Стефан уделял большое внимание украшению основанного им монастыря Манасия, ввёл в Сербии рыцарские турниры по западному образцу и одним из первых на Балканах стал применять огнестрельное оружие.
Стефан Лазаревич как турецкий вассал в 1402 году принимал участие в Ангорской битве, на время остановившей турецкую экспансию на Балканах. В том же году Стефан посетил Константинополь, где византийский император пожаловал ему титул деспота. Это был высший титул византийской знати, первый после царского; по другим данным, титул считался более значительным, чем титул короля (Стецкевич, 1957). После этого сербский правитель вышел из повиновения туркам и в 1403 году заключил договор с венгерским королём Зигмундом, надеясь получить опору в борьбе с турецкой агрессией. Став вассалом Венгрии, Стефан принял в управление от короля Белград. Однако венгры не оказали действенной помощи деспоту. Стефан состоял в венгерском ордене Дракона.

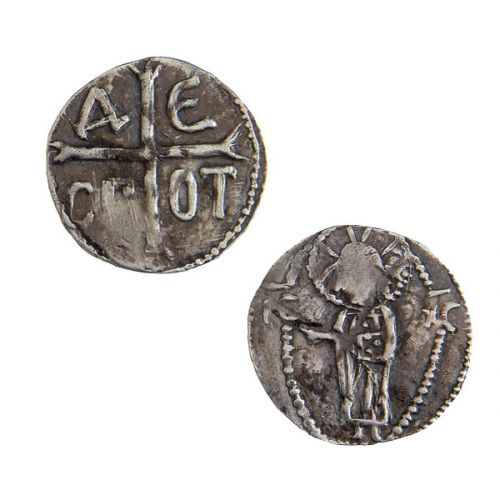
Серебряный динар Стефана

В сентябре 1405 года Стефан женился на Елене — дочери лесбосского архонта Франческо II Гаттилузио, приходившейся сестрой Ирине, жене византийского императора Иоанна VII Палеолога. Детей у них не было, поэтому права на владения Стефана унаследовал племянник — Георгий Бранкович.
Между тем сербские земли раздирала междоусобная борьба. Лазаревичи находились в плохих отношениях с Бранковичами, владевшими сербскими землями на юге. Брат Стефана Вук Лазаревич стремился получить часть владений деспота. Кроме того, Стефан был вовлечён в борьбу претендентов за власть в Турции. Расцвет горного дела в Сербии позволил деспоту оставаться независимым владетелем. Стефану удалось усилить централизацию власти в стране, конфискуя земли непокорных феодалов. В это время были ограничены прерогативы властельских саборов. Деспот поощрял развитие местного ремесла и торговли, старался ограничить деятельность иностранных купцов, в особенности из Дубровника. Белград и ряд других городов получили широкие привилегии (белградцы получили свободу от уплаты таможенных пошлин). В 1412 году Стефан издал «Закон о рудниках», регулировавший деятельность горной добычи.
У Стефана были добрососедские отношения с зетским правителем, своим племянником, Балшей III. После смерти Балши в 1421 году Зета перешла во владение Стефана Лазаревича, который какое-то время вынужден был продолжать войну с Венецией за обладание приморских городов. Война окончилась миром с Венецией, по которому Стефан уступал ей города Котор, Улцинь, Леш, Скадар и приморскую область Петровичи. В горной Зете, где жили влиятельные феодалы, включая Черноевичей, власть Стефана была слаба.
Во второй четверти XV века укреплённое Стефаном Лазаревичем сербское государство, находясь в вассальной зависимости и от Турции, и от Венгрии, было со всех сторон зажато врагами и начало приходить в упадок. Бездетный Стефан объявил своим наследником племянника Георгия Бранковича.
Ко времени правления Стефана Лазаревича относится утверждение в Сербии одного из государственных символов Византии — белого креста с четырьмя огнивами (ныне Сербский крест), наряду с двуглавым орлом: об этом, среди прочего, свидетельствуют монеты времён Стефана и гербовник 1425 года.
В исторических сочинениях Стефан Лазаревич называется «громоименитым царём», на которого было трудно смотреть, как на солнце.
Стефан был благочестивым правителем, нищим раздавал милостыню, предоставлял приют странникам. Однажды он встретил вора, которого одарил деньгами, сказав: «Прими, вор, и не воруй». На что вор ему ответил: «Не я вор, а ты, потому что ты крадёшь у себя Небесное Царство, обменивая на земное». Интереса к музыке и пляскам не проявлял. Женскою красотою не увлекался. Жил иноческой жизнью. В последние годы у Стефана болели ноги.

### Смерть

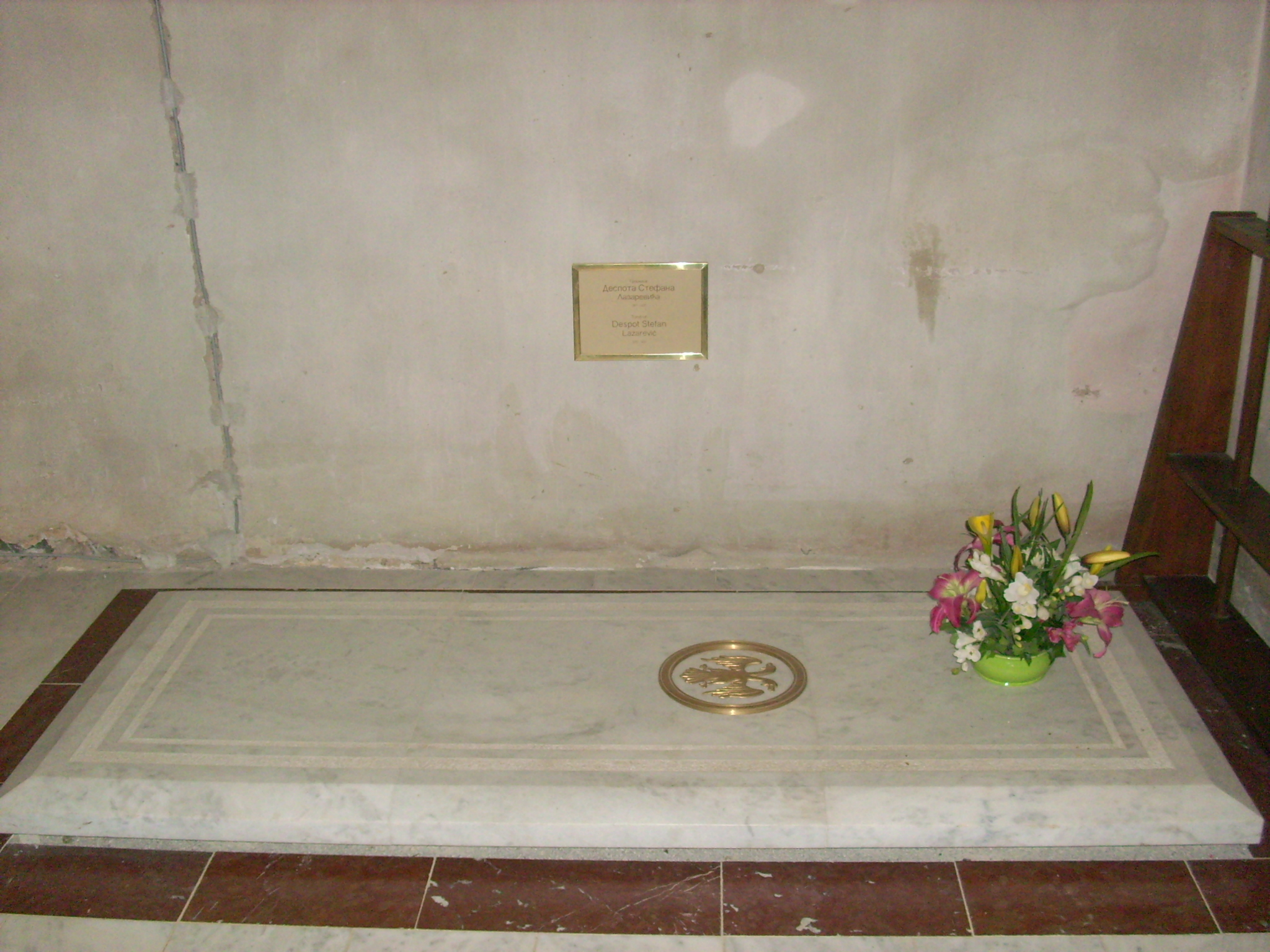
Гробница Стефана в Манасии

Стефан умер от сердечного приступа в полдень (пятый час после рассвета по церковному счету времени) в субботу 1 августа (19 июля) 1427 года. В тот день он остановился вблизи современного города Крагуевац, возвращаясь из своей летней резиденции в Бело Поле в Белград. Пообедав, Стефан выехал на охоту. Сидя верхом на коне, его схватил сердечный приступ. Он умирал, лёжа в палатке. Его последние слова относились к племяннику Георгию, объявленному наследником. Джурадж Зубрович, сопровождавший Стефана, установил на месте смерти последнего мраморный обелиск с надписью, который в настоящее время находится во дворе церкви в районе местечка Марковац.
Погребён в монастыре Копорин, удалённом по прямой на расстоянии 71 км от Белграда на севере Шумадии. В последующие века монастырь неоднократно разрушался и восстанавливался, место захоронения правителя оставалось неизвестным. В 1974 году в ходе ремонтных работ под фреской с изображением Стефана, держащего в руке церковь монастыря Копорин, была обнаружена гробница. Для установления принадлежности останков в 1983—1989 годах в Белграде и Лондоне (Британском музее и госпитале Святого Варфоломея) были проведены антропологическая и палеопатологическая экспертизы. По указанию Сербской православной церкви мощи святого были положены в раку.

## Титул
- 1397—1402 годы: князь.

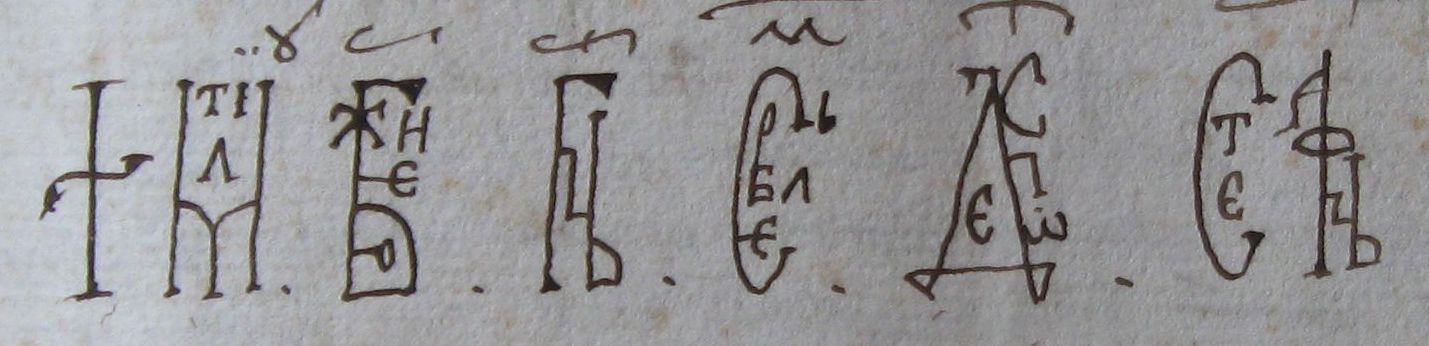
Подпись Стефана Лазаревича

- 1402 — 1427 годы: Милостью божию господин Срблем деспот Стефан, или Милостью божию господин всем Срблем и Подунавию (Поморью) деспот Стефан[13]; на латинском языке: Stephanus dei gratia regni Rassia despotus et dominus Servie[14].

## Литературная деятельность

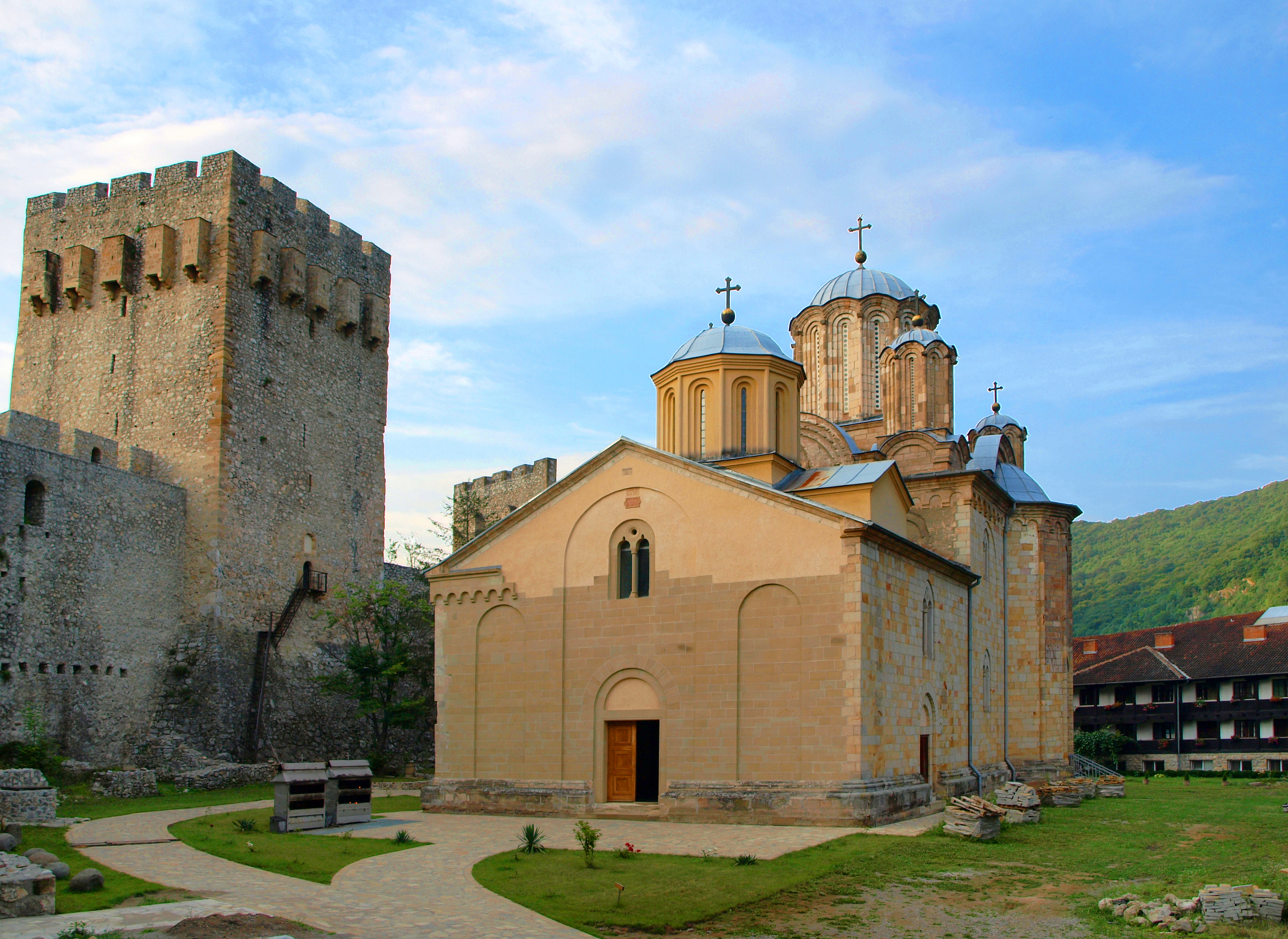
Монастырь Манасия — главная задужбина Стефана

Несмотря на то, что Сербия во второй половине XIV — начале XV века была раздроблена и вела тяжёлую борьбу с турецкой экспансией, в стране продолжала развиваться литература, которая в период правления Стефана Лазаревича переживала расцвет. Деспот, будучи поборником просвещения, окружил себя знаменитыми болгарскими книжниками — Григорием Цамблаком и Константином Философом. Второй из них руководил библиотекой Стефана Лазаревича, а около 1433 года написал «Житие Стефана Лазаревича», в котором кроме деятельности правителя описал состояние страны того времени (впервые в истории привёл рассказ о Косовской битве 1389 года). На XIV—XV века приходится так называемое второе южнославянское влияние на Русь: среди сербских сочинений на Руси было переписано и переработано «Житие Стефана Лазаревича». Сам Стефан написал поэтическое послание «Слово о любви», посвящённое любимой сестре или невесте (по другим данным, его брату Вуку), с которой автор переживал разлуку. Ему же, предположительно, принадлежит авторство «Надгробного рыдания над князем Лазарем» (сохранился фрагмент текста), а также известной эпитафии на Косовском столбе (1400 или 1404 года).
В пространном житии Стефана Лазаревича есть рассказ о том, как этот правитель, переодевшись, под видом простого человека ходил раздавать милостыню нищим. Один из нищих трижды подходил к правителю за милостыней, и тот упрекнул его в жадности. Тогда нищий в ответ упрекнул Стефана, что тот «и на земле правит, и Небесного Царства снискать хочет». Этот сюжет был использован в житии князя Ивана Калиты из Волоколамского патерика.

## Канонизация

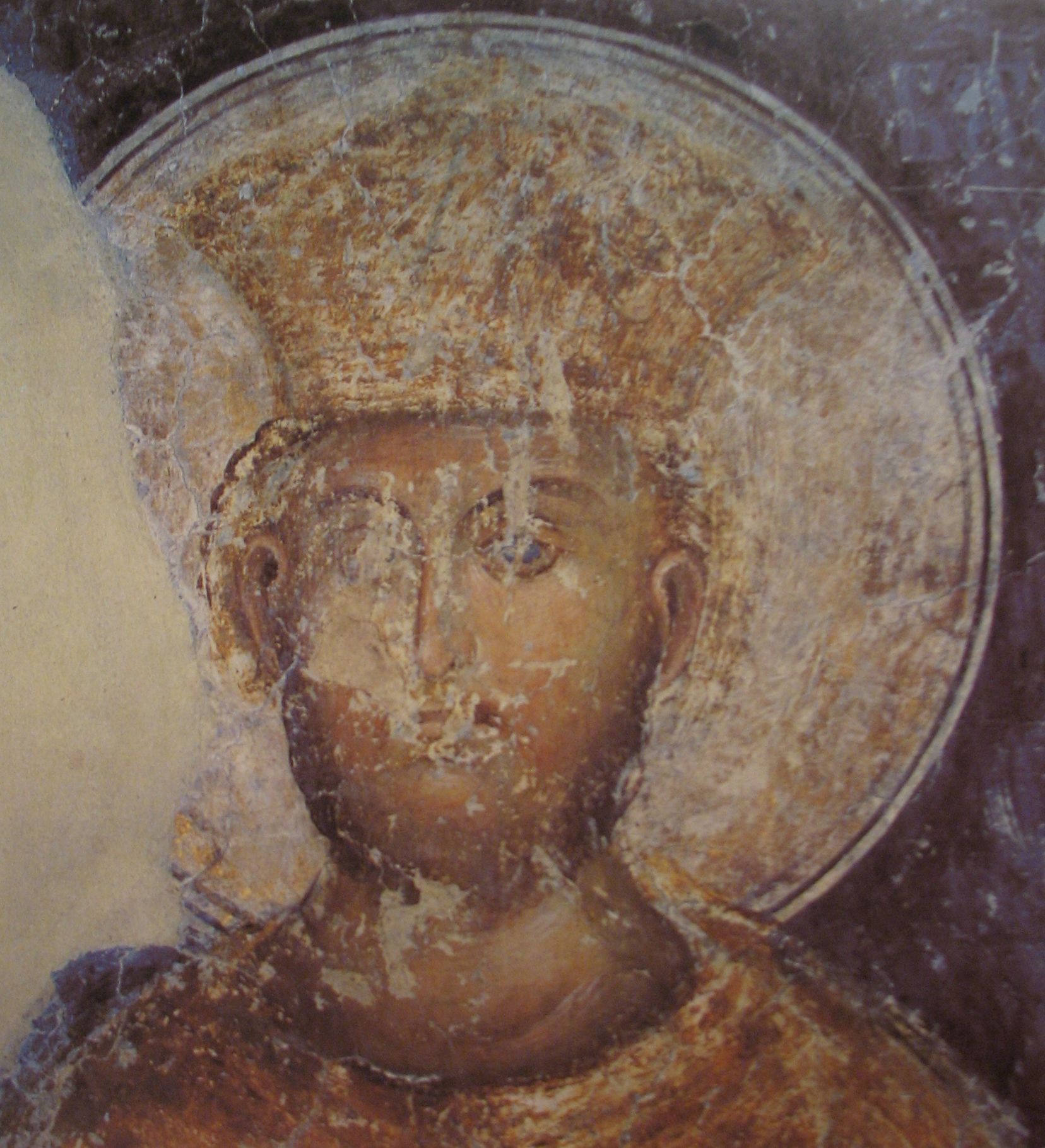
Стефан на фреске монастыря Каленич, около 1413 года

«Житие Стефана Лазаревича» было составлено современником деспота — Константином Философом около 1433 года: Стефан после своей смерти явился к Константину и наказал болгарскому книжнику написать о себе житие. Вскоре после его кончины Стефана его уже называли святым. В сербских родословах, составленных около 1597 года и во второй половине XVII века, его именуют «блаженным и святым». В переписке сербских монахов с папой Климентом VII конца XVI века упоминается «святое деспотово тело», находившееся в Раваницком монастыре. Стефан изображался с нимбом на многочисленных фресках, подписанных «святой царь». С XV века Стефан как святой почитался на Руси. С XVII века упоминался как святой в чешских месяцесловах. Скульптура Стефана предположительно установлена в ряду венгерских правителей в католическом монастыре Пресвятой Богородицы на Птуйской Горе.
Димитрий, митрополит Белградский, в 1907 и 1912 годах выступил с предложением перед архиерейским соборам Сербского королевства канонизировать Стефана Лазаревича, возводившего церкви и внёсшего вклад в развитие книжности. В 1924 году на архиерейском соборе в Печи патриарх Сербский Димитрий вновь поднял вопрос о причислении Стефана к лику святых, на котором ряд архиереев осторожно подошли к его решению.
На бдении 1 августа (19 июля) 1927 года патриарх Димитрий, в день смерти деспота, провозгласил Стефана святым (блаженным).